# غوليلمو سيجاتو
غوليلمو سيجاتو (بالإيطالية: Guglielmo Segato)‏ مواليد 23 مارس 1906 في إيطاليا - الوفاة 19 أبريل 1979 في إيطاليا، كان دراج إيطالي. سبق أن شارك في دورة الألعاب الأولمبية الصيفية وفاز بميدالية أولمبية.

## الميداليات
| الميدالية | المسابقة                       |
| --------- | ------------------------------ |
| ذهبية     | الألعاب الأولمبية الصيفية 1932 |
| فضية      | الألعاب الأولمبية الصيفية 1932 |

## روابط خارجية
- غوليلمو سيجاتو على موقع أرشيف الدراجات (الإنجليزية)
- غوليلمو سيجاتو على موقع إحصائيات الدراجات الإحترافية (الإنجليزية)
- غوليلمو سيجاتو على موقع CycleBase (الإنجليزية)
- غوليلمو سيجاتو على موقع اللجنة الأولمبية الدولية (الإنجليزية)
- غوليلمو سيجاتو على موقع أوليمبيديا (الإنجليزية)
- غوليلمو سيجاتو على موقع اللجنة الأولمبية الإيطالية (الإيطالية)